# Egypt Central (album)
Albums de Egypt Central
White Rabbit
(2011)
Singles
1. You Make Me Sick
Sortie : 2007
2. Taking You Down
Sortie : 2008

Egypt Central est le 1er album du groupe éponyme Egypt Central, sorti le 15 janvier 2008. L'album fut enregistré alors que le groupe était encore chez Lava Records, label qui résilia leur contrat avant sa sortie. Mais, en raison du nombre impressionnant de gens voulant l'album, le groupe l'auto-produit et le publie le 26 avril 2005. L'album fut mis à disposition en ligne sur le site CD Baby et brièvement sur Amazon.com, ainsi que dans les magasins de musique de toute la région de Memphis. En avril 2006, le groupe signe un contrat d'enregistrement avec le label indépendant Bieler Bros. Records, avec l'intention de publier le même album. Cependant, le groupe se sépare du label fin de juillet. L'album été prévu pour une sortie le 22 août.
Le 5 octobre 2007, le groupe a officiellement signé un contrat d'enregistrement avec Fat Lady Music/ILG distribué par ADA. Le CD d'origine a été remixé et remasterisé avec de nouvelles illustrations et a été distribué à des détaillants à l'échelle nationale le 15 janvier 2008 avec leur nouveau single You Make Me Sick. L'enregistrement complet est maintenant disponible sur iTunes. Les titres You Make Me Sick et Taking You Down apparaissent dans le jeu vidéo WWE SmackDown vs. Raw 2009. Taking You Down apparait sur la BO du film La Crypte, mais pas dans le film lui-même.

## Track listing
| No  | Titre              | Durée |
| --- | ------------------ | ----- |
| 1.  | Different          | 3:07  |
| 2.  | You Make Me Sick   | 3:58  |
| 3.  | Over and Under     | 2:55  |
| 4.  | Taking You Down    | 2:58  |
| 5.  | Leap of Faith      | 3:38  |
| 6.  | The Way            | 3:25  |
| 7.  | Push Away          | 3:20  |
| 8.  | Walls of Innocence | 3:52  |
| 9.  | Locked and Caged   | 3:06  |
| 10. | Just Another Lie   | 3:36  |
| 11. | Home               | 4:12  |

Bonus track
| No  | Titre   | Durée |
| --- | ------- | ----- |
| 12. | Awesome |       |